# Johan Rogestedt
Johan Sven Ivar Rogestedt, född 27 januari 1993 i Stenungsund, är en svensk friidrottare som tävlar för Hälle IF. Hans specialdistanser är 800 meter och 1 500 meter. Han är svensk rekordhållare på 1 000 meter och trea genom tiderna i Sverige på 800 meter, 1 500 meter och en engelsk mil (2016). Hans tränare är Ulf Friberg, som även tränar Mustafa Mohamed och Samuel Pihlström.
Rogestedt utsågs 2015 till Stor grabb nummer 542 i friidrott.

## Karriär
Rogestedt började med friidrott som 12-åring. Innan dess höll han på med fotboll, i Ödsmåls IK, och innebandy.
Vid Ungdoms-VM i Bressanone 2009 vann Rogestedt guld på 800 meter, och blev då den förste europé någonsin att vinna den distansen vid ett ungdoms-VM. 2011, två år senare, kom han trea vid junior-EM i Tallinn, Estland, också det på 800 meter.
Han tog sin första senior-SM-medalj redan som 17-åring, då han kom tvåa vid SM i Falun 2010 på 800 meter.
Rogestedt deltog vid EM i Helsingfors 2012 men slogs ut i försöken på 800 meter.
Under inomhussäsongen 2013 gick han till semifinal på 800 meter vid Inomhus-EM på hemmaplan i Göteborg. Vid inomhus-SM vann han sitt tredje SM-guld för seniorer. Utomhus detta år kom han i juni tvåa på 800 meter vid Lag-EM i Dublin (division 1). I juli tävlade han vid U23-EM 2013 i Tammerfors men slogs ut i försöken på 800 meter. Månadsskiftet augusti/september 2013 blev han den förste sedan 2001 att vinna den klassiska medeldistansdubbeln 800 meter och 1 500 meter vid ett och samma SM.
2014 sänkte Rogestedt sitt personliga rekord på både 800 meter och 1 500 meter. I och med sina 1:45,89 på 800 meter i september avancerade han till en tredje plats på "genom-tiderna-listan" i Sverige. På 1 500 m putsade han bort drygt fem sekunder, ner till 3:40,78. Han deltog detta år i EM i Zürich, och blev där utslagen i semifinalen på 800 meter. På Lag-EM i tyska Braunschweig representerade han Sverige på både 800 och 1 500 meter, och likaså i Finnkampen. I Finnkampen blev han den yngsta någonsin att vinna medeldistansdubbeln, och det på tider som för att vara Finnkampen anses mycket goda. Vid PDE-galan i december 2014 startade Rogestedt men han avslutade inte loppet.[källa behövs]
Under inomhussäsongen 2015 sprang Rogestedt på den näst snabbaste 1 500 m-tiden genom tiderna i Sverige, då han i Globen noterade 3.40,03. Han kvalificerade sig för Inomhus-EM på 1 500 meter, där han kom femma i sitt heat, och han tog sitt sjunde SM-guld inomhus, denna gång det andra på 800 meter.
År 2016 satte han personligt rekord på 1 500 meter vid Diamond League-tävlingarna i Oslo den 9 juni med tiden 3:40,29. Han följde upp detta resultat vid Folksam Grand Prix i Sollentuna den 28 juni med tiden 3:36,58 vilket förde upp honom till tredje plats på den svenska genomtiderna-listan på sträckan. Vid EM i Amsterdam samma sommar sprang Rogestedt in på en tredjeplats i sitt försöksheat, vilket gav en finalplats. Han blev senare dock diskvalificerad efter en protest från Belgien, men för en incident med en spanjor på mållinjen.
Efter EM 2016 slog Rogestedt till med svenskt rekord på 1 000 meter vid Göteborg GP med tiden 2:17,67, och raderade då ut det äldsta svenska rekordet i friidrott, satt av Dan Wearn 57 år tidigare. Veckan efter slog han till med ytterligare en bra tid då han i London sprang sin första tävling på en engelsk mil och noterade då den tredje bästa tiden någonsin i Sverige med 3:55,01 (efter Anders Gärderud och Ulf Högberg) och belade en meriterande femteplats i loppet. Säsongen avslutade Johan med att vinna SM på 800 meter och sin andra "dubbel" på Finnkampen (dvs 800/1 500 meter). 
Sedan hösten 2012 studerar Rogestedt "Teknisk fysik" vid Chalmers tekniska högskola.

## Personliga rekord
| Utomhus - 200 meter – 23,22 (Göteborg, Sverige 1 juni 2013) - 400 meter – 47,98 (Göteborg, Sverige 29 juni 2013) - 800 meter – 1:45,89 (Rieti, Italien 7 september 2014) - 1 000 meter - 2:17,67 (Göteborg, Sverige 15 juli 2016) - 1 500 meter – 3:36,58 (Sollentuna, Sverige 28 juni 2016) - 1 engelsk mil - 3:55,01 (London, Storbritannien 22 juli 2016) - 3 000 meter – 8:10,08 (Hallsberg, Sverige 3 augusti 2013) - 10 km landsväg – 29:41 (Schoorl, Nederländerna 10 februari 2019) | Inomhus - 800 meter – 1:48,49 (Stockholm, Sverige 6 februari 2014) - 1 500 meter – 3:40,03 (Stockholm, Sverige 19 februari 2015) - 1 engelsk mil - 3:58,11 (Athlone, Irland 15 februari 2017) - 3 000 meter – 7:58,9 (Sollentuna, Sverige 30 januari 2021) |